# Sofie Geutjens
Sofie Geutjens (Bree, 28 september 1988) is een Belgische voormalig handbalster.

## Levensloop
Geuntjes was actief bij Achilles Bocholt. Na het seizoen 2017-'18 zette ze haar spelersloopbaan stop. Na haar speelsterscarrière werd ze actief als trainster bij Hestia Bilzen, met deze club stuntte ze in seizoen 2021-'22 in de Beker van België door de kwartfinales te bereiken.
In 2016 werd ze verkozen tot handbalster van het jaar. Tevens was Geutjens als international actief bij het Belgisch handbalteam.